# Csirögefélék
A csirögefélék (Icteridae) a madarak osztályának verébalakúak (Passeriformes) rendjébe tartozó család.

## Rendszertani felosztásuk
A családba az alábbi nemek és fajok tartoznak:
- pápaszemes lombjáró (Icteria) - 1 faj
- Xanthocephalus - 1 faj
- bobalink (Dolichonyx) - 1 faj
- Sturnella - 3 faj vagy 8 faj
- Leistes - 5 faj vagy Sturnella
- sárgacsőrű kacika (Amblycercus) - 1 faj
- sárgaszárnyú kacika (Cassiculus) - 1 faj vagy Cacicus
- Psarocolius - 10 faj
- Cacicus - 14 faj
- trupiál (Icterus) - 34 faj
- jamaicai csiröge (Nesopsar) - 1 faj
- Agelaius - 5 faj
- gulyajáró Molothrus - 5 faj
- Dives - 3 faj
- Euphagus - 2 faj
- Quiscalus - 7 faj
- piroshasú csiröge (Hypopyrrhus) - 1 faj
- bársonyhomlokú csiröge (Lampropsar) - 1 faj
- sárgahasú csiröge (Gymnomystax) - 1 faj
- Macroagelaius  - 2 faj
- skarlátfejű csiröge (Amblyramphus) - 1 faj
- déli gulyamadár (Curaeus) - 1 faj
- atlanti gulyamadár (Anumara) - 1 faj
- csopi csiröge (Gnorimopsar) - 1 faj
- bolíviai csiröge (Oreopsar) vagy Agelaioides - 1 faj
- Agelaioides  - 2 faj
- Agelasticus  - 3 faj
- Chrysomus  - 2 faj
- sáfránycsiröge (Xanthopsar) - 1 faj
- Pseudoleistes  - 2 faj

## Képek

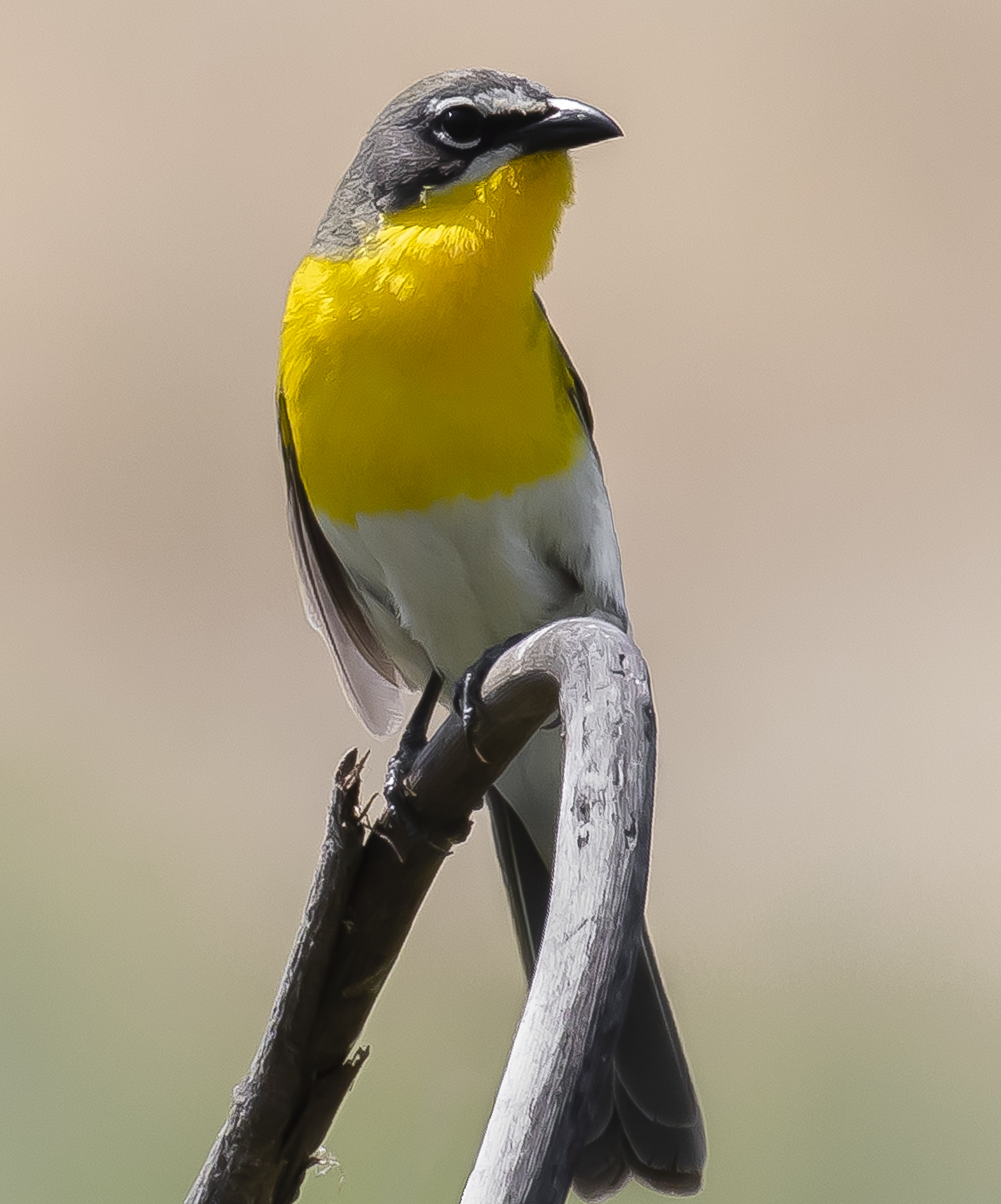
pápaszemes lombjáró (Icteria virens)
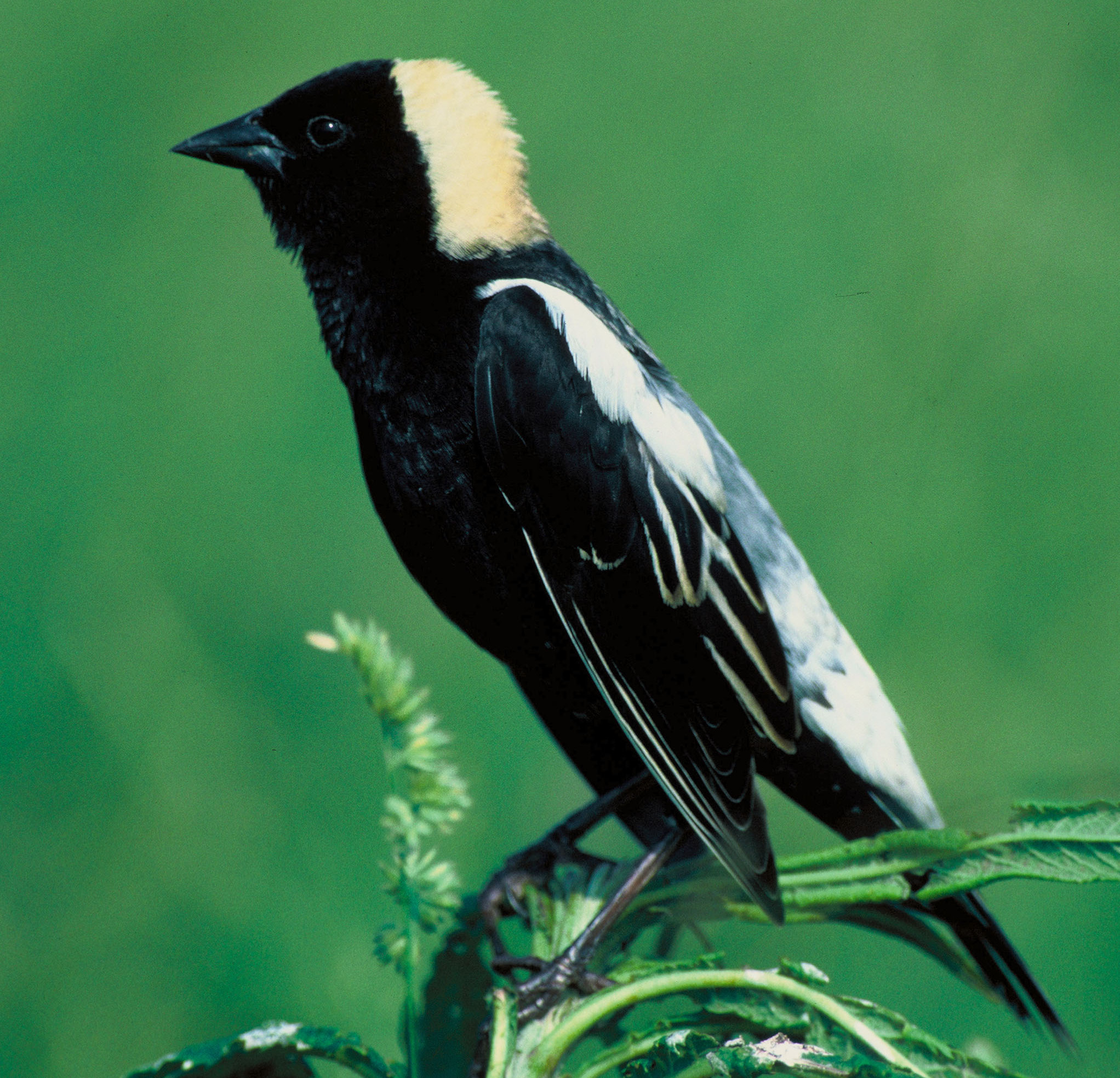
bobalink vagy seregélysármány (Dolichonyx oryzivorus)
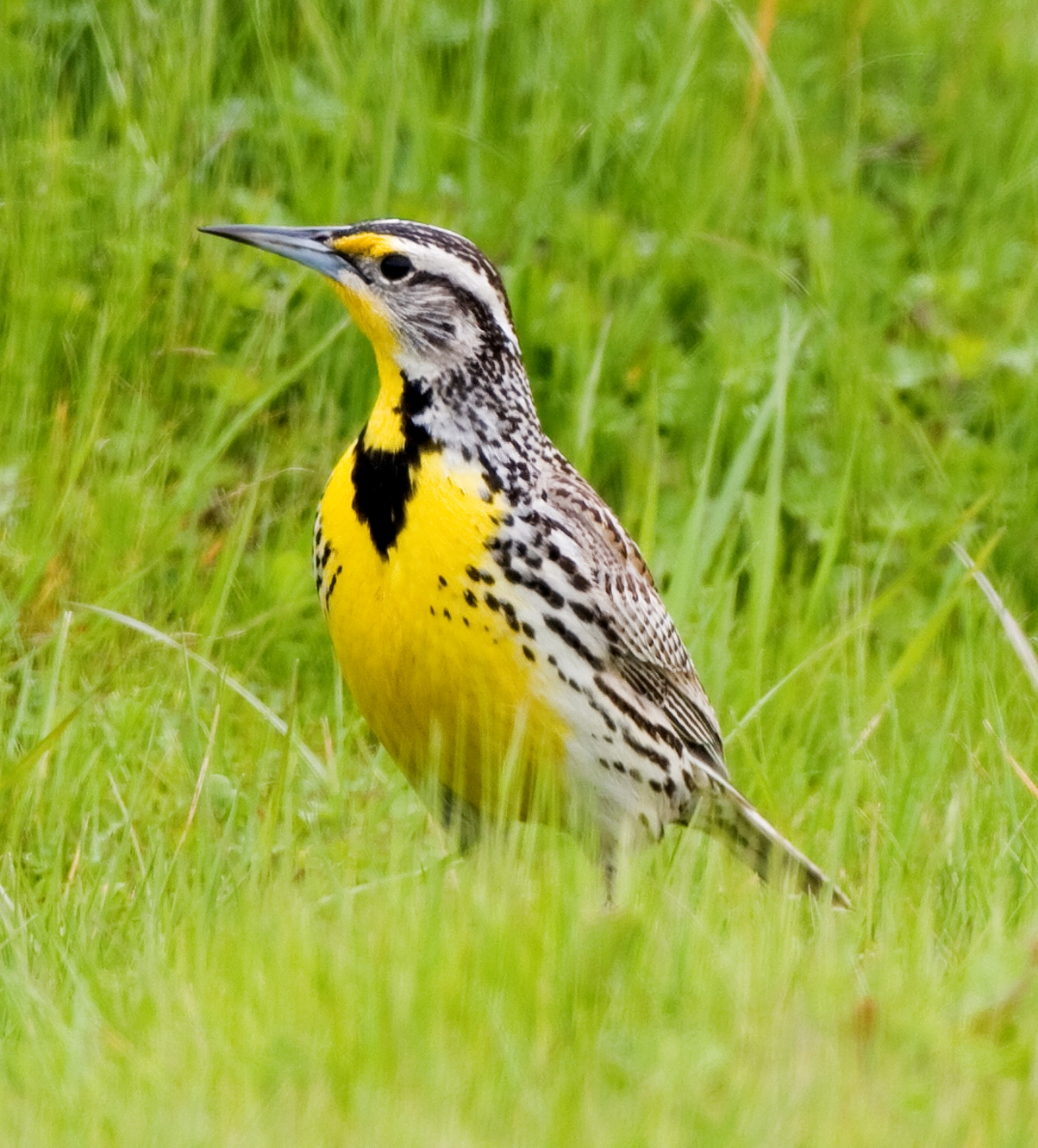
nyugati réticsiröge (Sturnella neglecta)
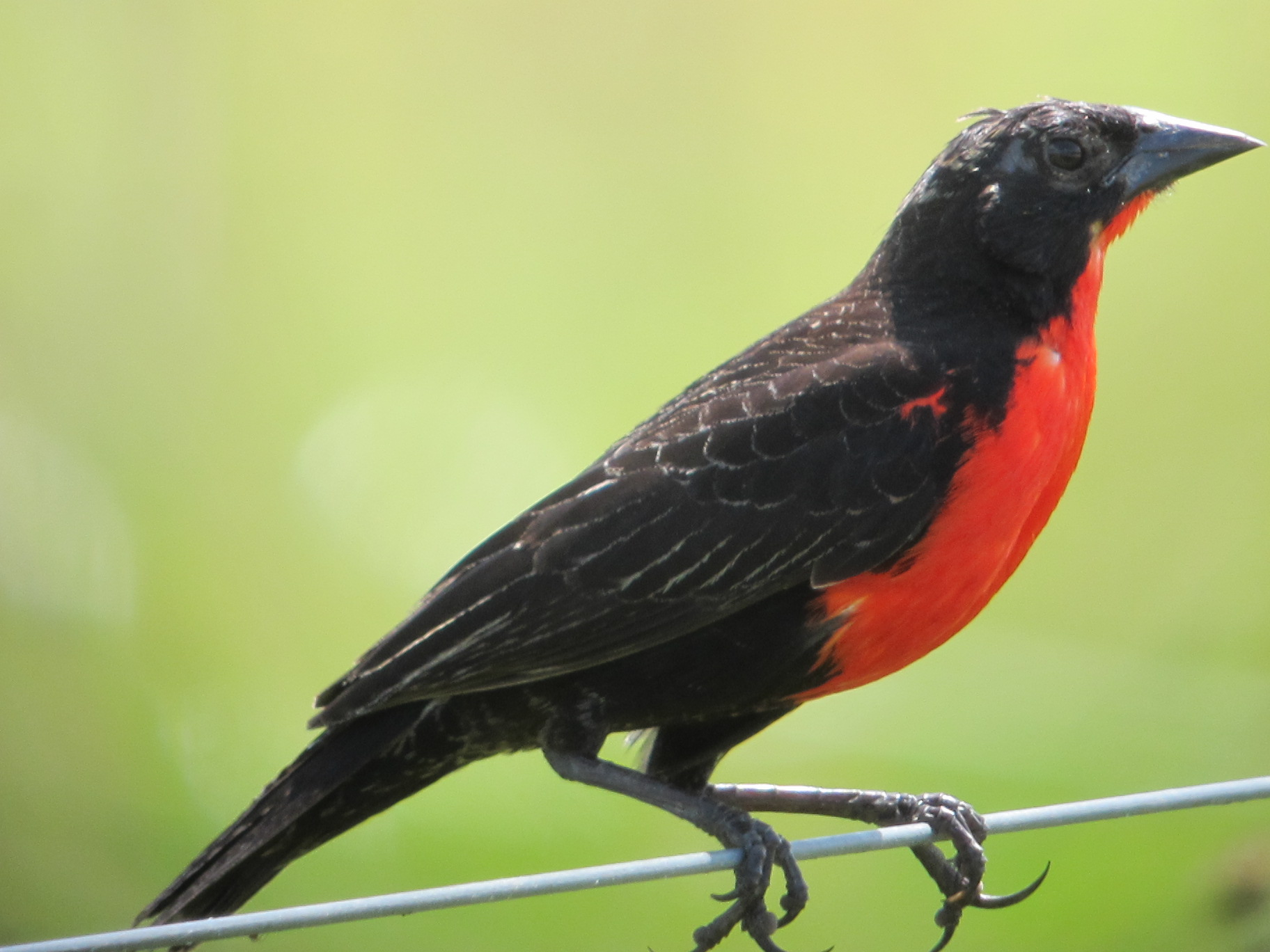
vitézcsiröge (Leistes militaris)
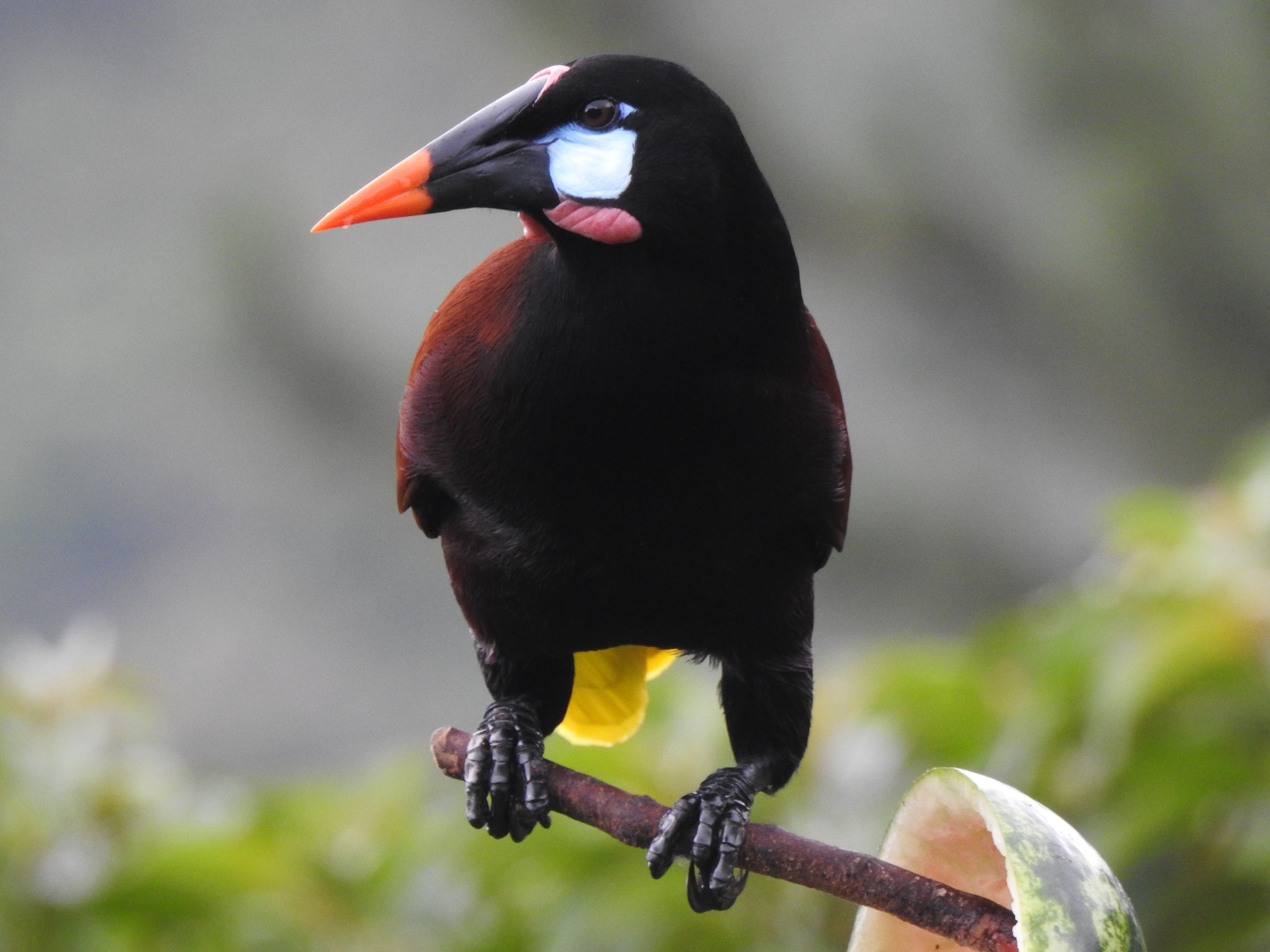
Montezuma-zacskósmadár (Psarocolius montezuma)
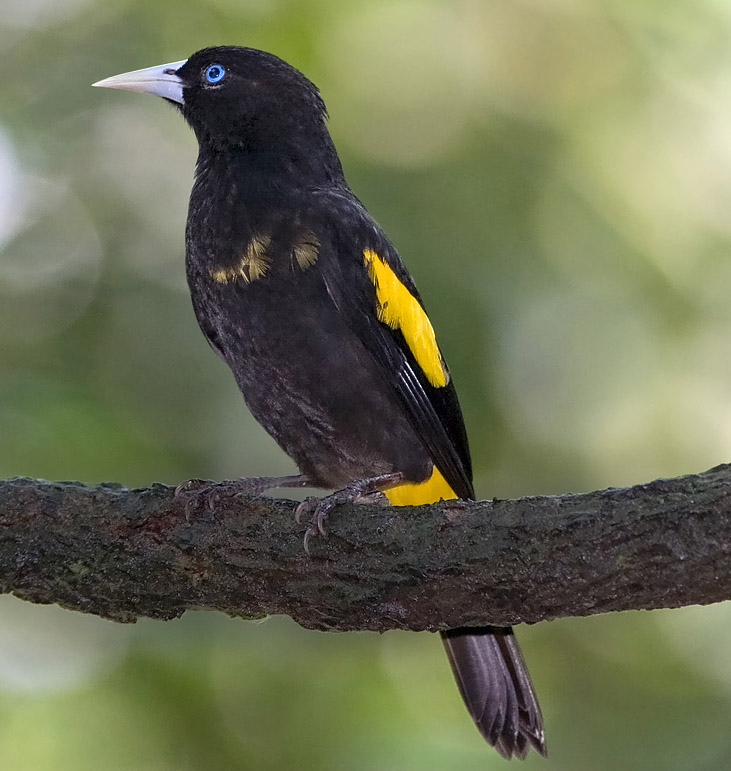
sárgafarkú kacika (Cacicus cela)
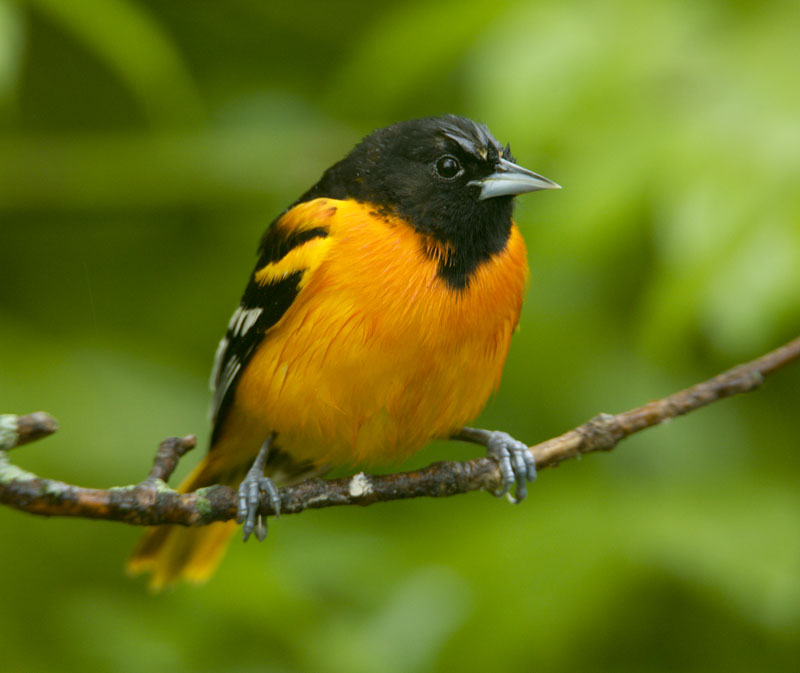
narancstrupiál (Icterus galbula)
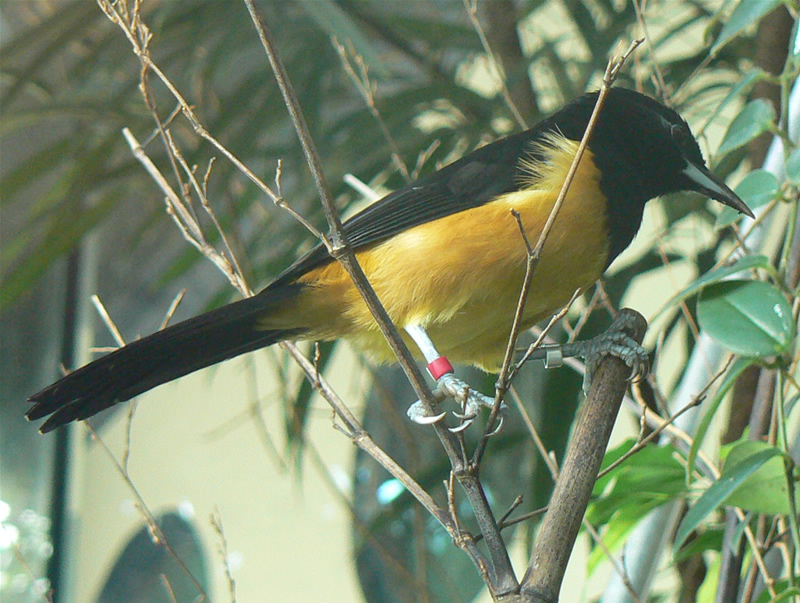
montserrati trupiál (Icterus oberi)
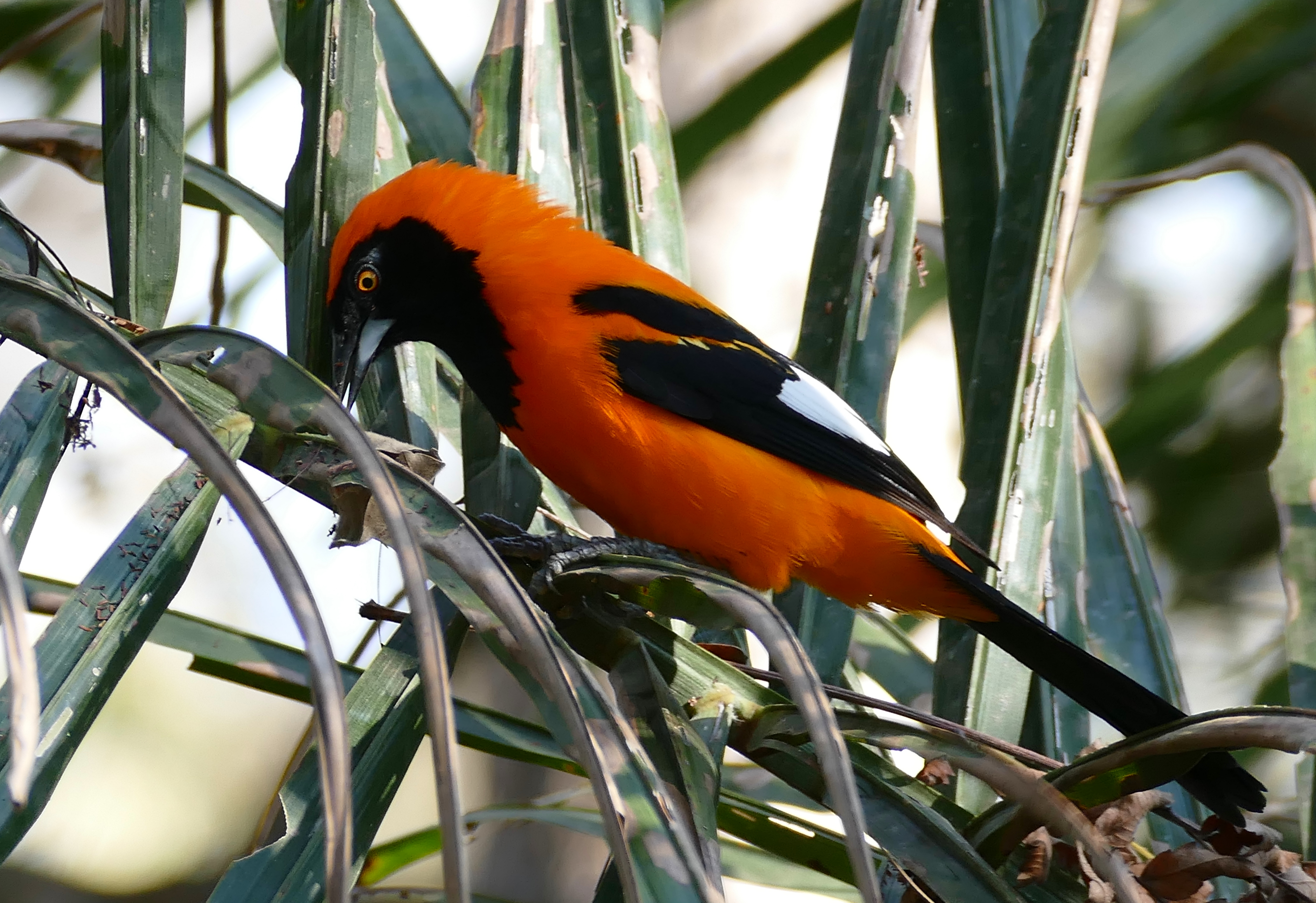
narancshátú trupiál (Icterus croconotus)
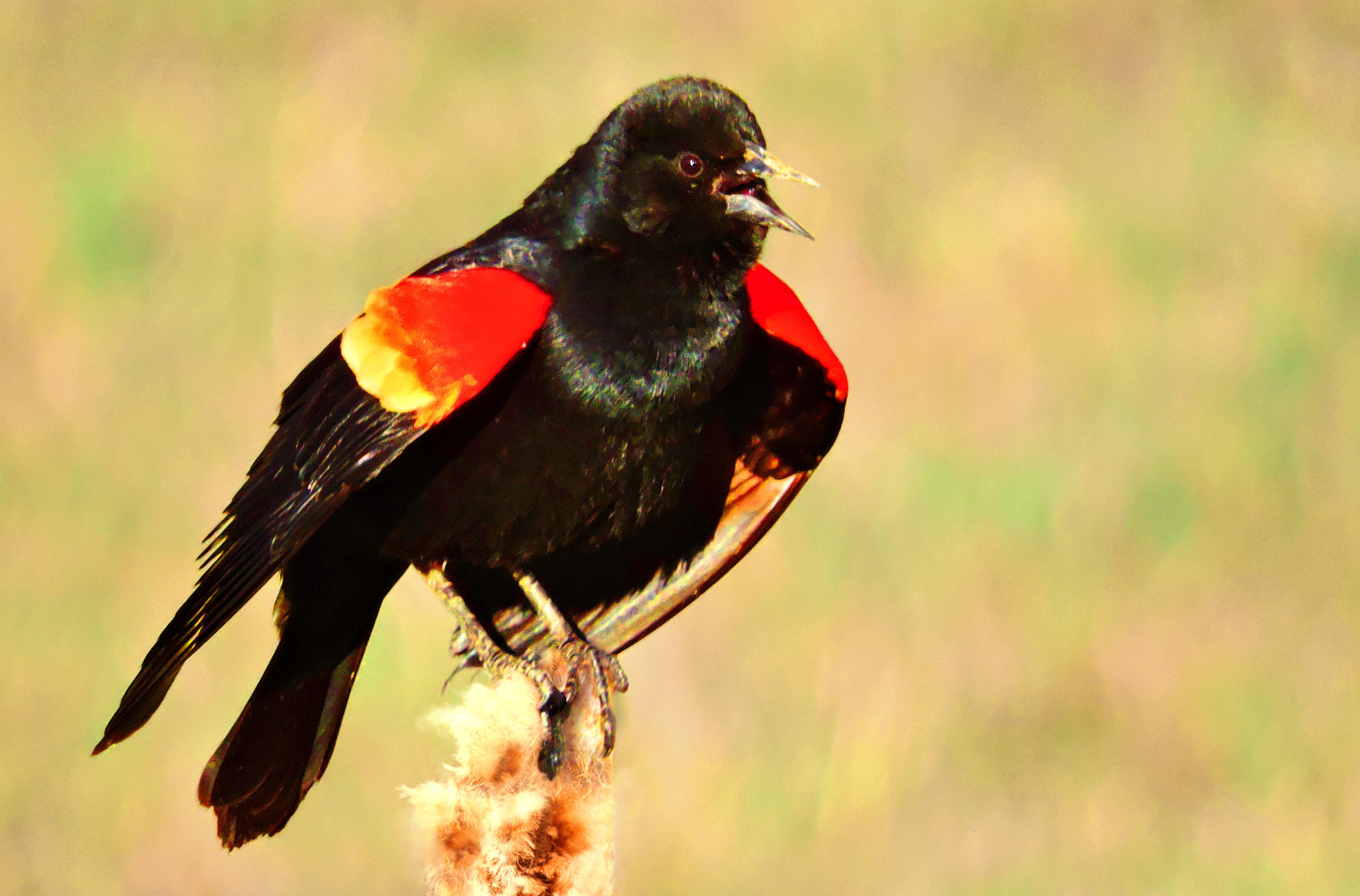
pirosvállú csiröge (Agelaius phoeniceus)
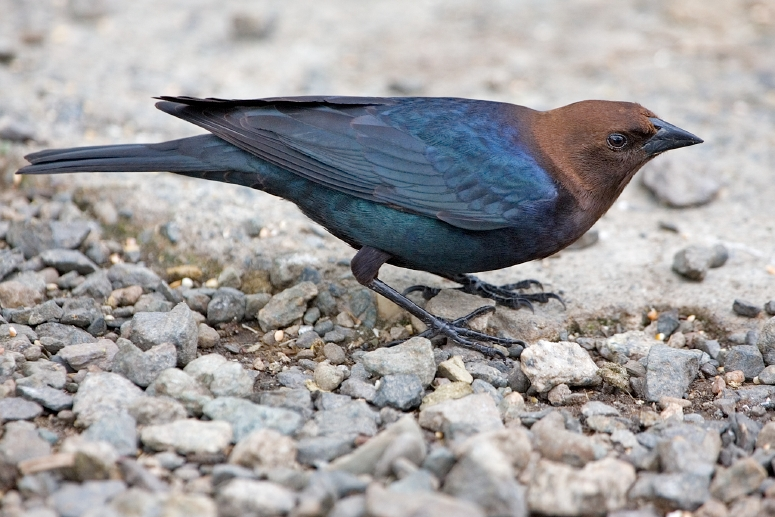
barnafejű gulyajáró (Molothrus ater)
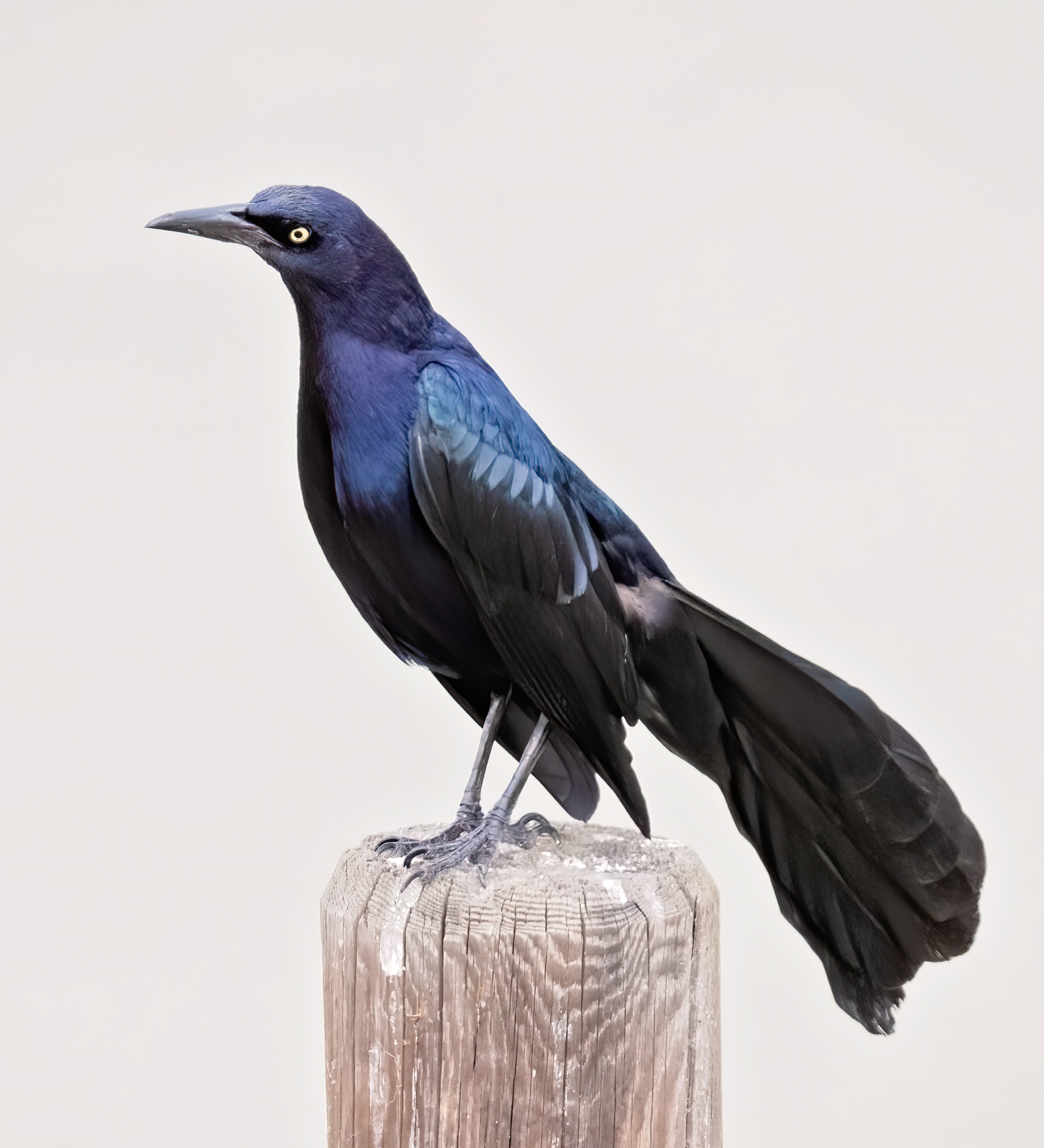
mexikói csónakfarkú (Quiscalus mexicanus)
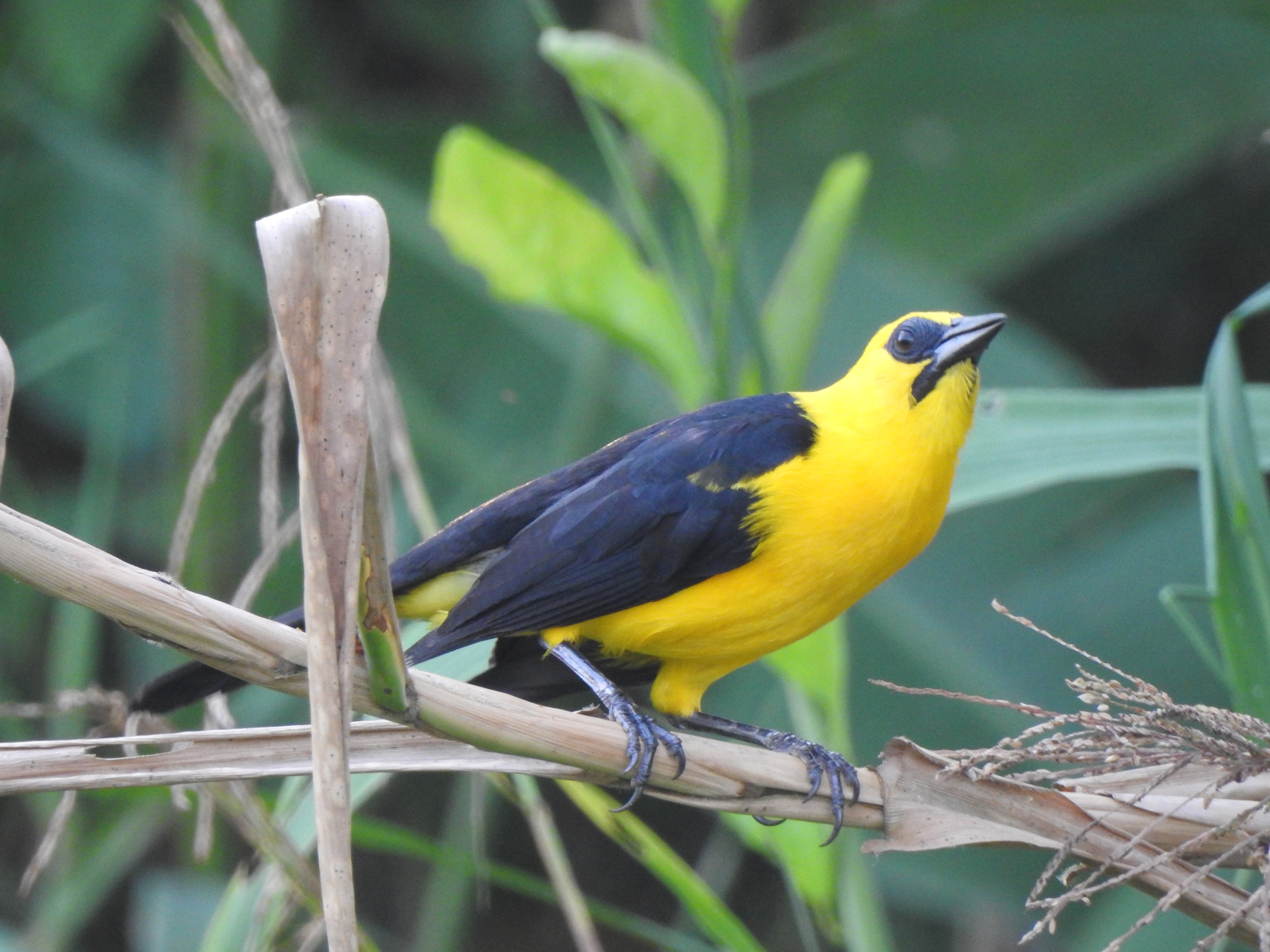
sárgahasú csiröge (Gymnomystax mexicanus)
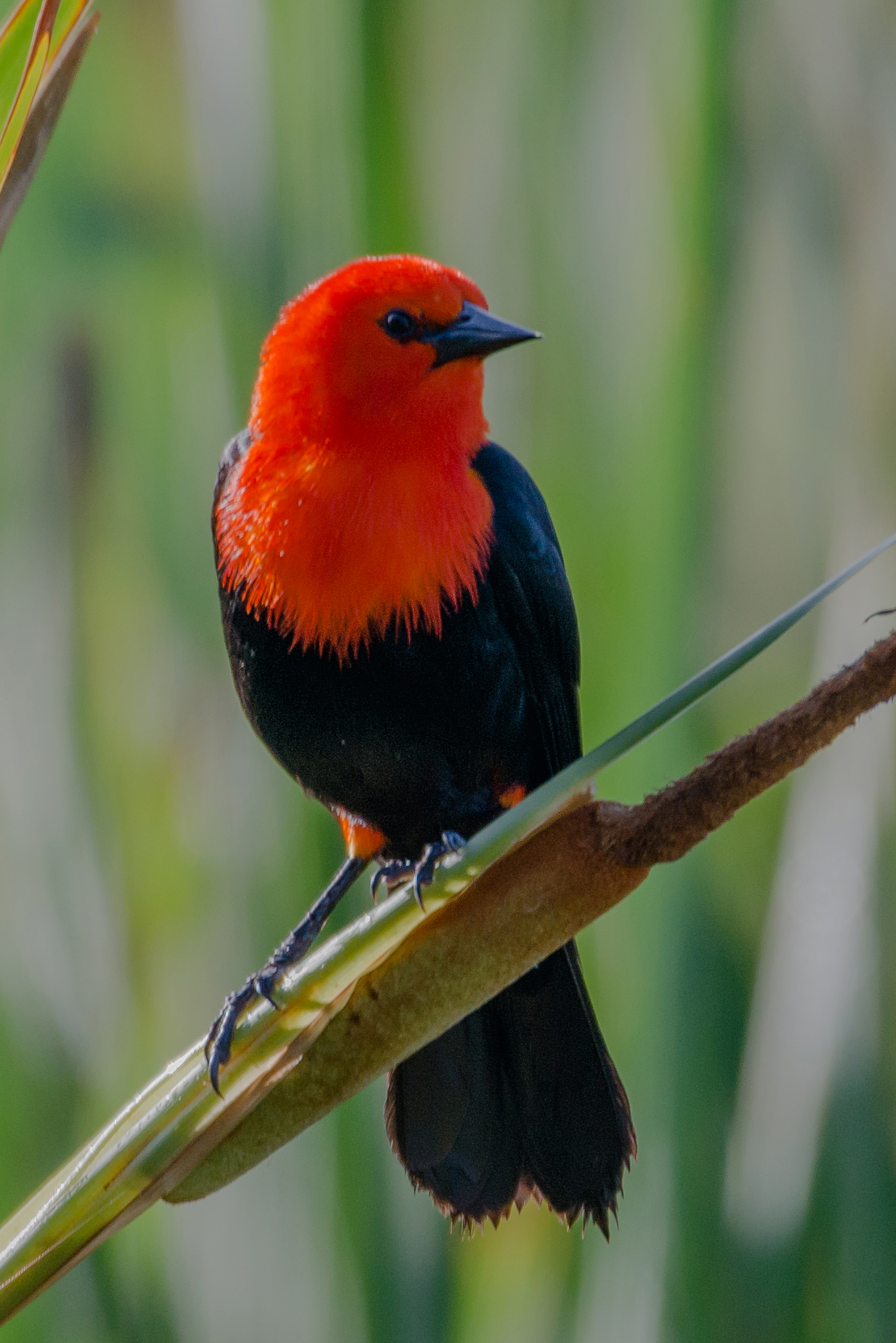
skarlátfejű csiröge (Amblyramphus holosericeus)
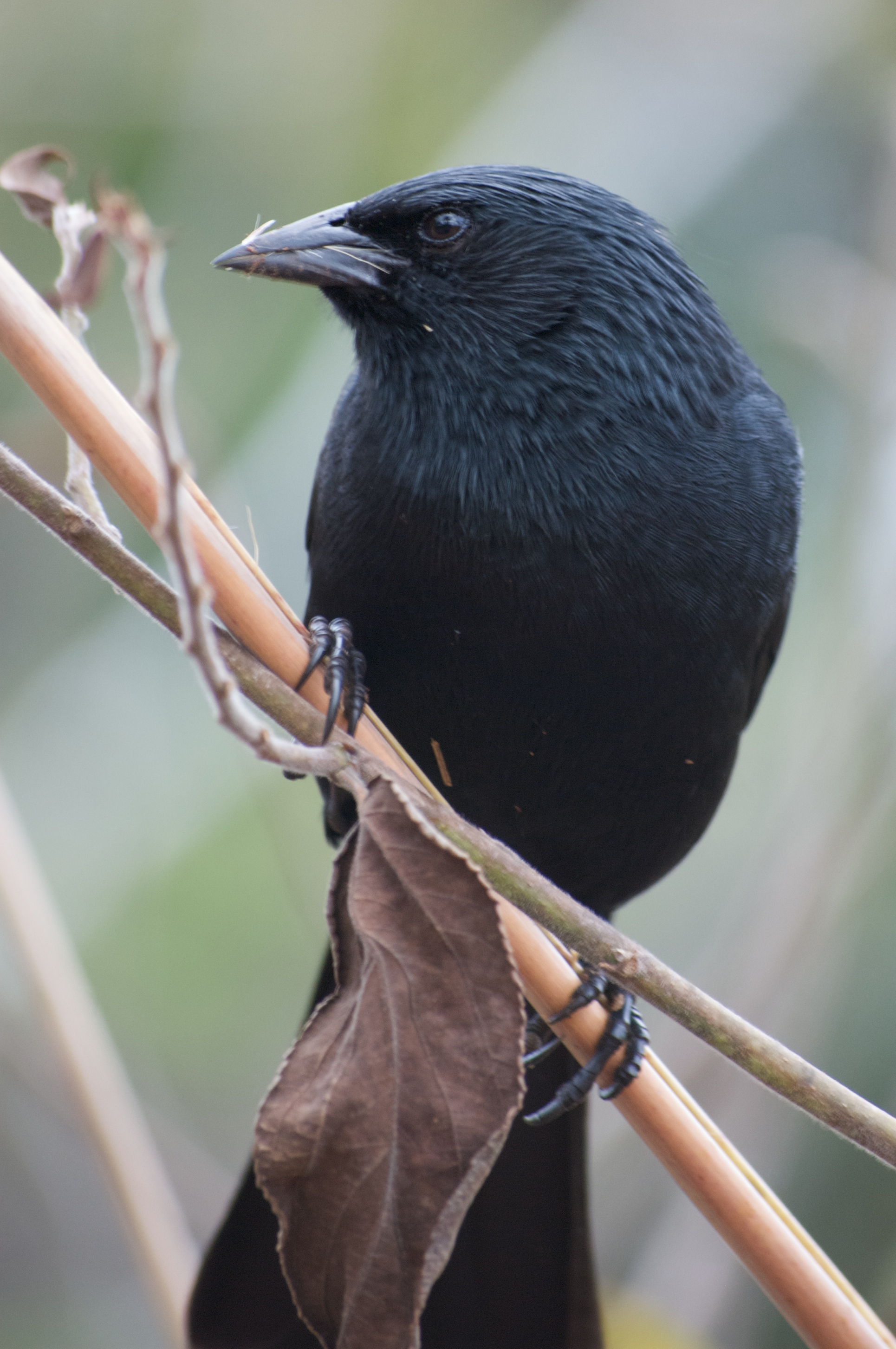
csopi csiröge (Gnorimopsar forbesi)
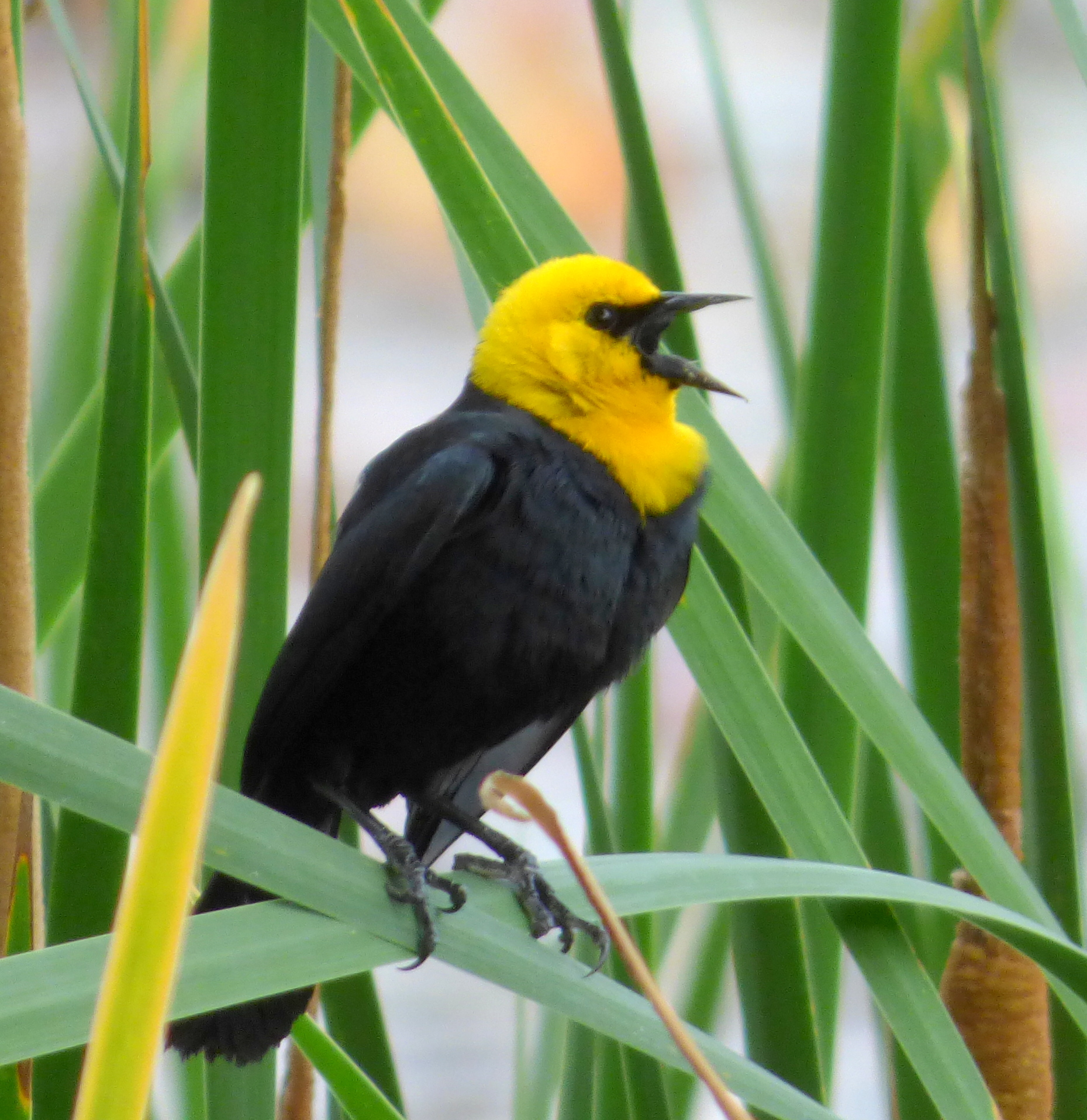
sárgakámzsás csiröge (Chrysomus icterocephalus)